# Dicicloverină
Dicicloverina (sau diciclomină, cu denumirea comercială Bentyl în SUA) este un medicament antimuscarinic antispastic utilizat în tratamentul spasmelor intestinale (asociate sindromului de intestin iritabil). Căile de administrare disponibile sunt cea orală și intramusculară. Dicicloverina acționează ca anticolinergic, acționând la nivelul mușchilor tractului gastrointestinal.